# Josef Suchý (básník)
Josef Suchý (1. března 1923, Lesní Jakubov – 30. května 2003, Brno) byl český básník, prozaik, redaktor a překladatel.

## Život
Pocházel z rolnické rodiny. Po maturitě na klasickém gymnáziu v Brně roku 1942 pracoval až do roku 1945 ve svém rodišti jako zemědělský a lesní dělník. Po skončení války začal studovat češtinu a filozofii na Filozofické fakultě Masarykovy univerzity v Brně. Roku 1947 se stal členem skupiny katolicky orientovaných básníků, seskupených kolem Velikonočního almanachu poezie, který uspořádal Zdeněk Rotrekl. Roku 1948 bylo zničeno vydání jeho první básnické sbírky Žernov.
Studium na univerzitě úspěšně ukončil roku 1949 a stal se středoškolským učitelem na Státní dopravní škole ve Valticích. Ještě téhož roku byl však zatčen za údajnou pomoc při ilegálním přechodu státní hranice a odsouzen k trestu odnětí svobody. Z vězení byl propuštěn roku 1952 a pak do roku 1954 vykonával vojenskou službu u Pomocného technického praporu. Poté pracoval jako soustružník v továrně ZKL Brno-Líšeň. Teprve roku 1968 mohl nastoupit jako redaktor do brněnského nakladatelství Blok, kde pracoval až do svého odchodu do důchodu roku 1983.

## Dílo
Publikovat začal roku 1945 v katolicky orientovaném měsíčníku Akord, ovlivněn básníkem Janem Skácelem. Velký vliv na něj mělo také přátelství s Jakubem Demlem a Janem Zahradníčkem. Knižně debutoval z politických důvodů až roku 1966 básnickou sbírkou Jitřenka v uchu jehly. Jeho meditativní lyrika je metaforicky neokázalá, objevují se v ní křesťanské motivy a je pevně spjatá s jeho láskou k rodnému kraji. Projevují se v ní jeho selské kořeny a prožitek dětství. Je rovněž autorem lyrizovaných próz (Eliášovo světlo, Dům u jitřního proutí) a mírně didaktických próz pro dívky (Katka má starosti, Starosti s Katkou. Jako překladatel se věnoval jednak německé a rakouské poezii, jednak lužickosrbské poezii a próze. Svým jménem kryl překlad dramatu Frederika Garcíi Lorky Mariana Pinedová od Jana Skácela z roku 1973.

### Básnické sbírky
- Žernov (1948), básnická sbírka byla po svém vydání zničena.
- Jitřenka v uchu jehly (1966).
- Ocúnová flétna (1967).
- Okov (1969).
- Ve znamení vah (1970).
- Duhové kameny (1976).
- Strnadi nad sněhem (1982), přírodní a reflexivní lyrika.
- Země tvých dlaní (1986), sbírka tematicky čerpá ze vzpomínek na dětství.
- Proti osudu (1988), výpověď o nelehkém údělu ženy.
- Tváří v tvář (1992).
- Křížová cesta (1995), bibliofilie.
- Žernov (1998), vydání sbírky, která byla roku 1948 po svém vydání zničena.
- Srdce a kámen (2003), výbor z celoživotní básnické tvorby vydaný k autorovým osmdesátinám.

### Próza
- Krajina v díle Jakuba Demla (1948), diplomová práce.
- Eliášovo světlo (1971), příběhy chlapce na hranici dospělosti, který poprvé opouští domov a poznává svět.
- Katka má starosti (1976), příběh zachycuje citové problémy šestnáctileté studentky gymnázia.
- Starosti s Katkou (1982), pokračování dívčího románu Katka má starosti.
- Dům u jitřního proutí (1983), lyrická vzpomínková próza z autorova dětství.
- Šarlat na sněhu: slovanské rapsodie (1999), vyprávění o slovanských kmenech na českém území a v okolních zemích v 11. století.

### Příspěvky ve sbornících
- Velikonoční almanach (1947).
- Zrcadla lásky (1982).
- Mezi hudci (1985).

## Překlady

### Překlady z němčiny
- 1967 – Johannes Bobrowski: Levinův mlýn, společně s Rio Preisnerem.
- 1967 – Rainer Maria Rilke: Zápisky Malta Lauridse Brigga.
- 1975 – Oskar Loerke: Panova hudba.
- 1983 – Vlaštovky světla, antologie lyriky NDR.
- 1990 – Erwin Strittmatter: Krám.
- 1993 – Magické kameny, současná rakouská lyrika.

### Překlady z lužické srbštiny
- 1972 – Kito Lorenc: Nový letopis, společně s Josefem Vláškem.
- 1974 – Jurij Koch: Poslední zkouška.
- 1976 – Vřesový zpěv, antologie lužickosrbské poezie.
- 1981 – Skrytý pramen, sntologie lužickosrbských povídek.

## Ocenění
- 1969 – Krajská cena Jiřího Mahena.
- 1997 – Cena města Brna za literaturu.
- 1998 – cena Velehrad za celoživotní básnické dílo.